# Eva Bonnier
För andra betydelser, se Eva Bonnier (olika betydelser).
Eva Fredrika Bonnier, född 17 november 1857 i Stockholm, död 15 januari 1909 i Köpenhamn, var en svensk porträttmålare och en av de främsta svenska kvinnliga konstnärerna under 1800-talets senare del. Eva Bonnier var dotter till bokförläggaren Albert Bonnier och hans maka Betty Rubenson.
Eva Bonnier var medlem av Konstnärsförbundet och är representerad på Nationalmuseum, Blekinge museum och i Bonnierska porträttsamlingen och hennes verk har även ställts ut på bland annat Parissalongen 1889, Världsutställningen i Chicago 1893, Liljevalchs konsthall, Millesgården, Thielska galleriet och Prins Eugens Waldemarsudde.

## Biografi
Eva Bonnier började sina första konststudier hos Arvid Gottfrid Virgin, och påbörjade 1875 som 18-åring August Malmströms målarskola. År 1878 antogs hon till Kungliga Konsthögskolan i Stockholm, och därefter flyttade hon till Paris 1883 i sällskap med väninnan Hanna Hirsch. I Paris studerade Bonnier vid Académie Colarossi för bland andra Gustave Courtois. Åren i Paris blev bland hennes mest produktiva, med flera koloristiskt betydande verk. Hon antogs till Parissalongen 1887 och vid Världsutställningen 1889 belönades hon med mention honorable (hedersomnämnande) för Musik.
Eva Bonnier var även medlem av Konstnärsförbundet och under en tid ledamot av dess styrelse, och hon engagerade sig i Opponentrörelsen. Bonnier återvände till Sverige 1889, och ägnade sig åt porträttmåleri till ca 1906, däribland porträtt av Lisen Bonnier, Hjalmar Lundbohm, Moritz Rubenson, Carl Jonas Meijerberg och Oscar Levertin. Bonnier finns representerad vid Nationalmuseum i Stockholm.
Under åren i Paris mötte Bonnier skulptören Per Hasselberg, de inledde en relation och förlovade sig, men förlovningen bröts 1892. Då Hasselberg plötsligt dog 1894 adopterade Bonnier hans nyfödda utomäktenskapliga dotter Julia. År 1904 uppförde Eva Bonnier en liggtimrad sommarvilla på Dalarö, ritad av Ragnar Östberg, numera byggnadsminne. Bonnier dog av de skador hon ådrog sig då hon föll ut genom ett fönster från Hotel Cosmopolite i Köpenhamn, 51 år gammal.
Eva Bonnier testamenterade 385 000 kronor till Stockholms stad för "konstnärliga ändamål", numer Eva Bonniers donationsnämnd. Eva Bonniers gata i Hägersten är uppkallad efter henne.

## Bilder

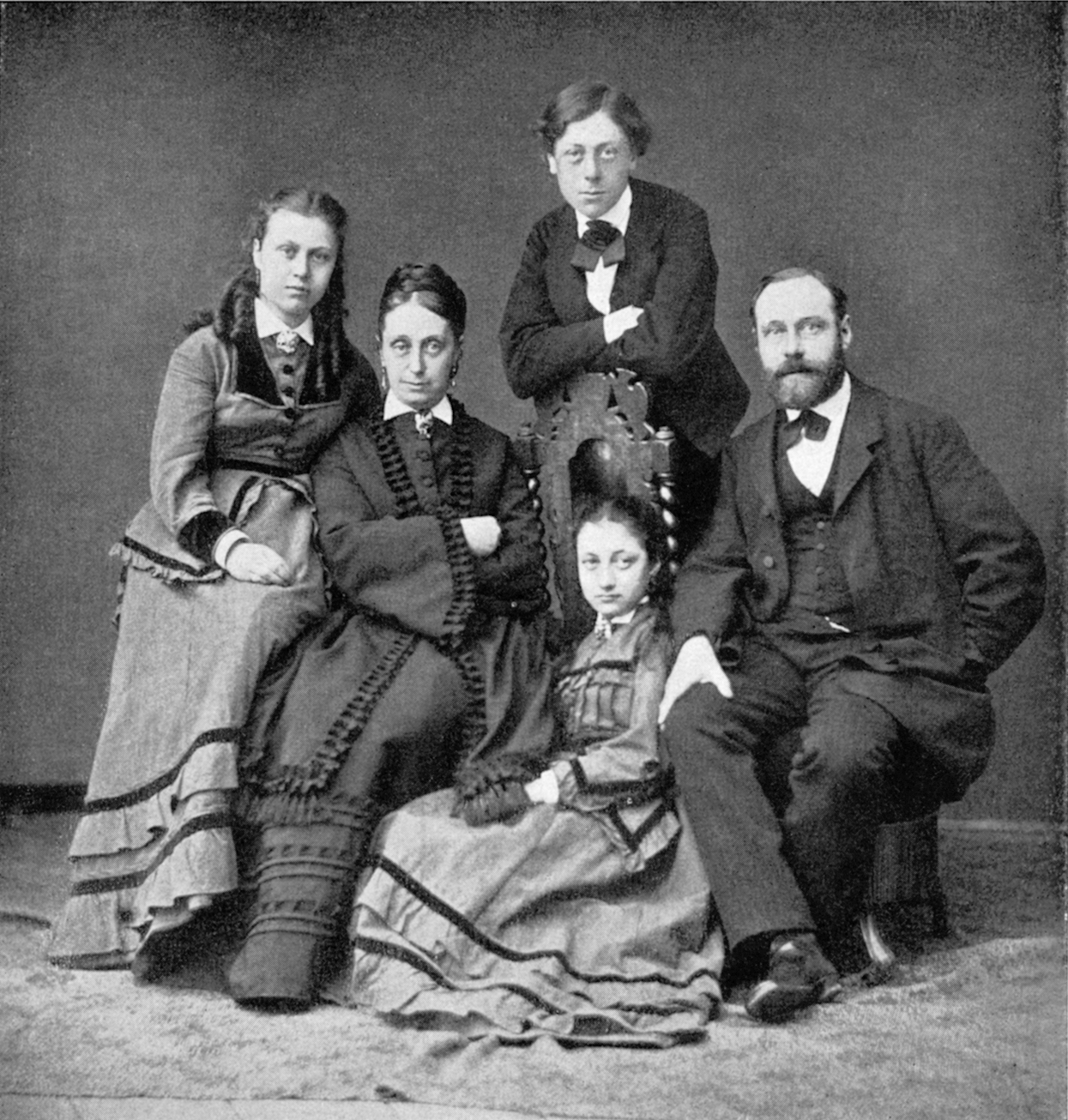
Familjen Albert Bonnier med Eva i mitten, troligen 1860-tal.
Eva Bonnier av Richard Bergh, 1889.
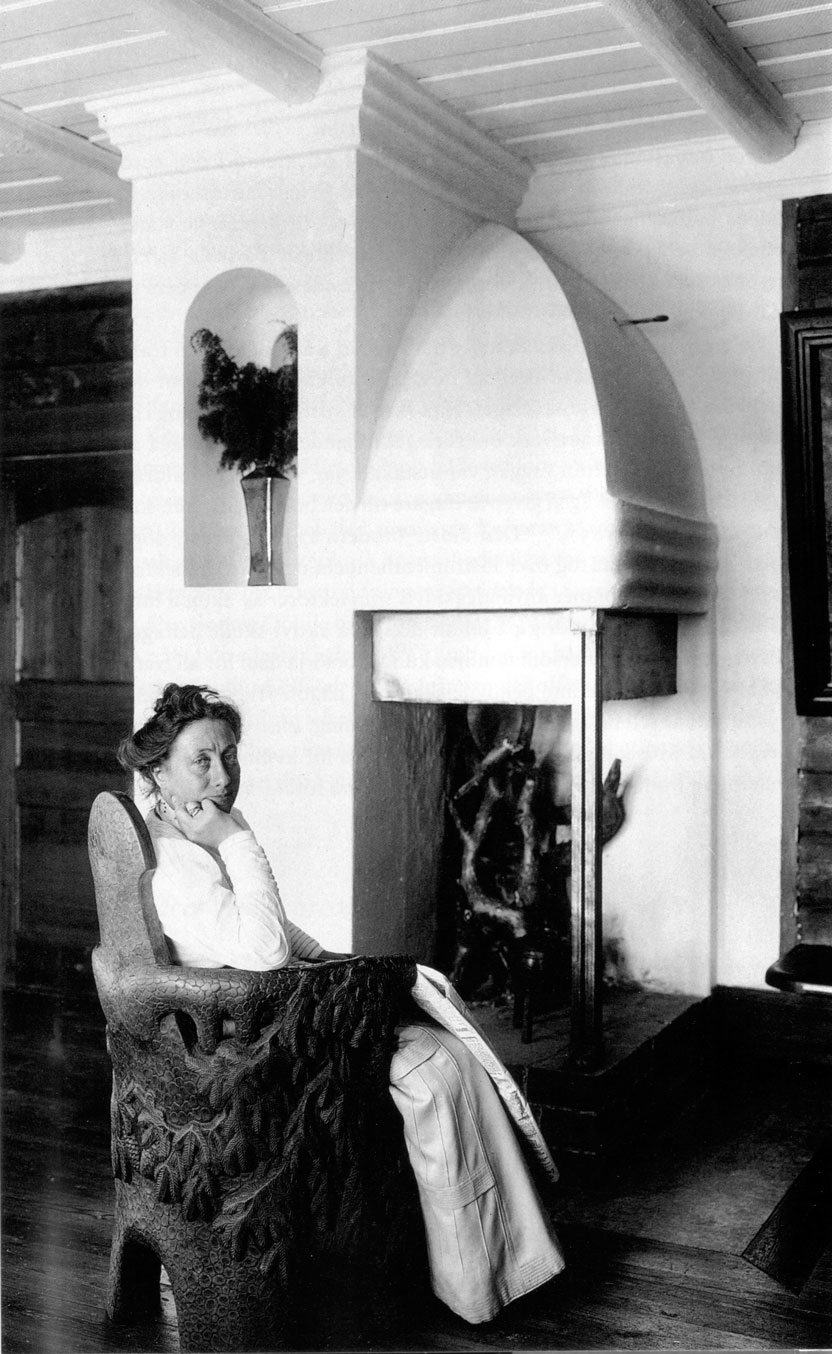
Eva Bonnier, ca 1905.

## Verk i urval

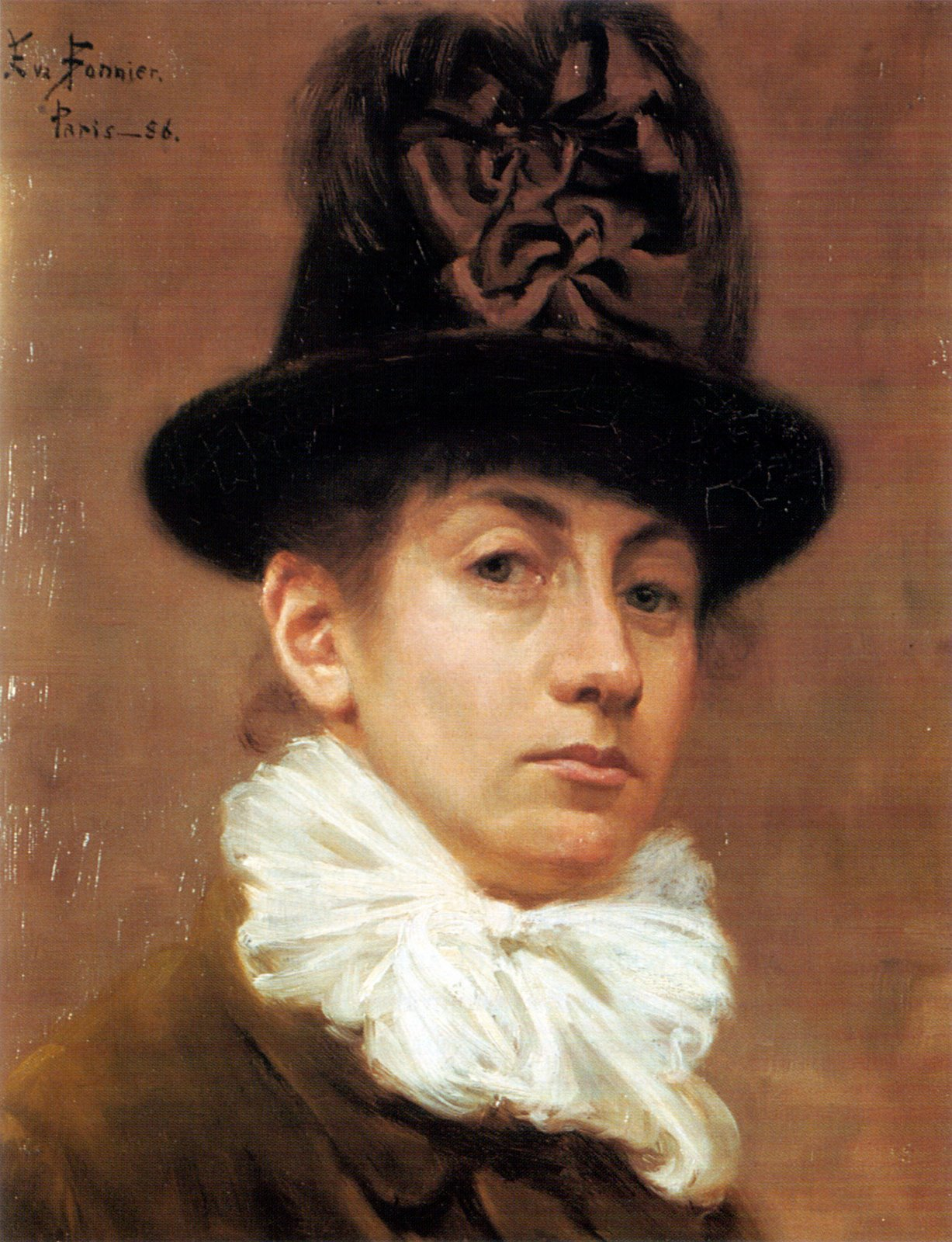
Eva Bonnier, självporträtt (1886, Bonnierska porträttsamlingen)
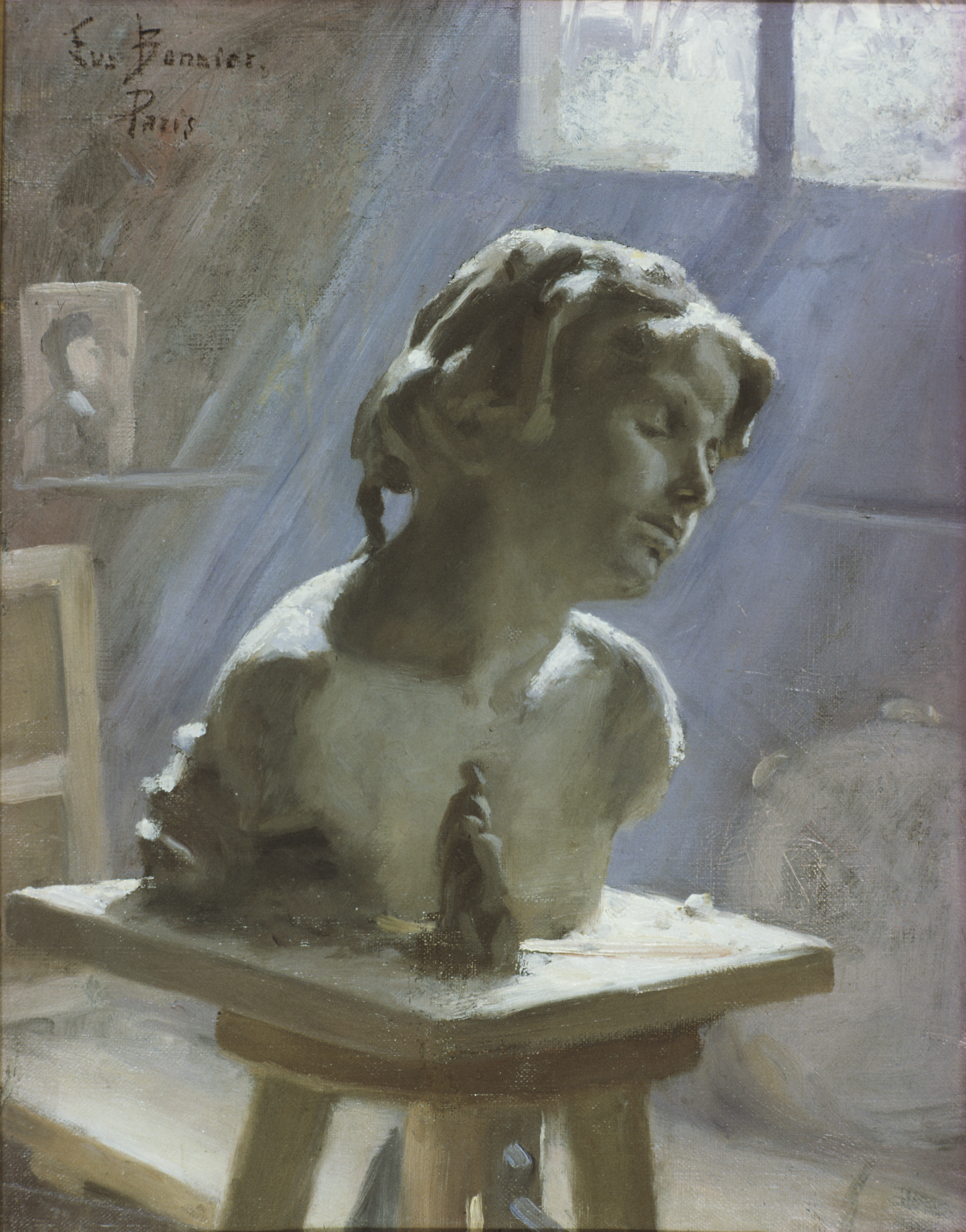
Ateljéinteriör i Paris (1886, Nationalmuseum)
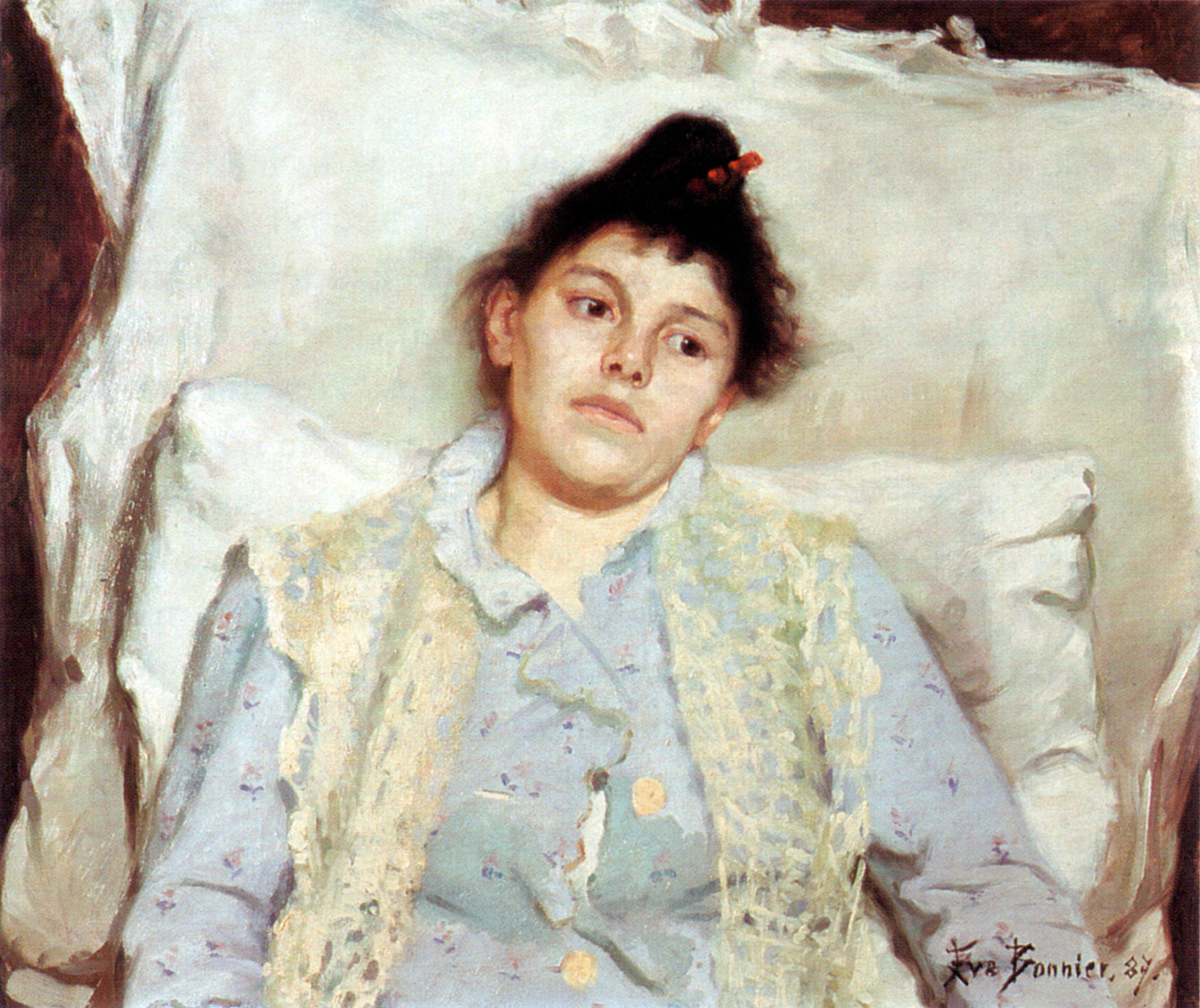
Magdalena (1887, Prins Eugens Waldemarsudde)
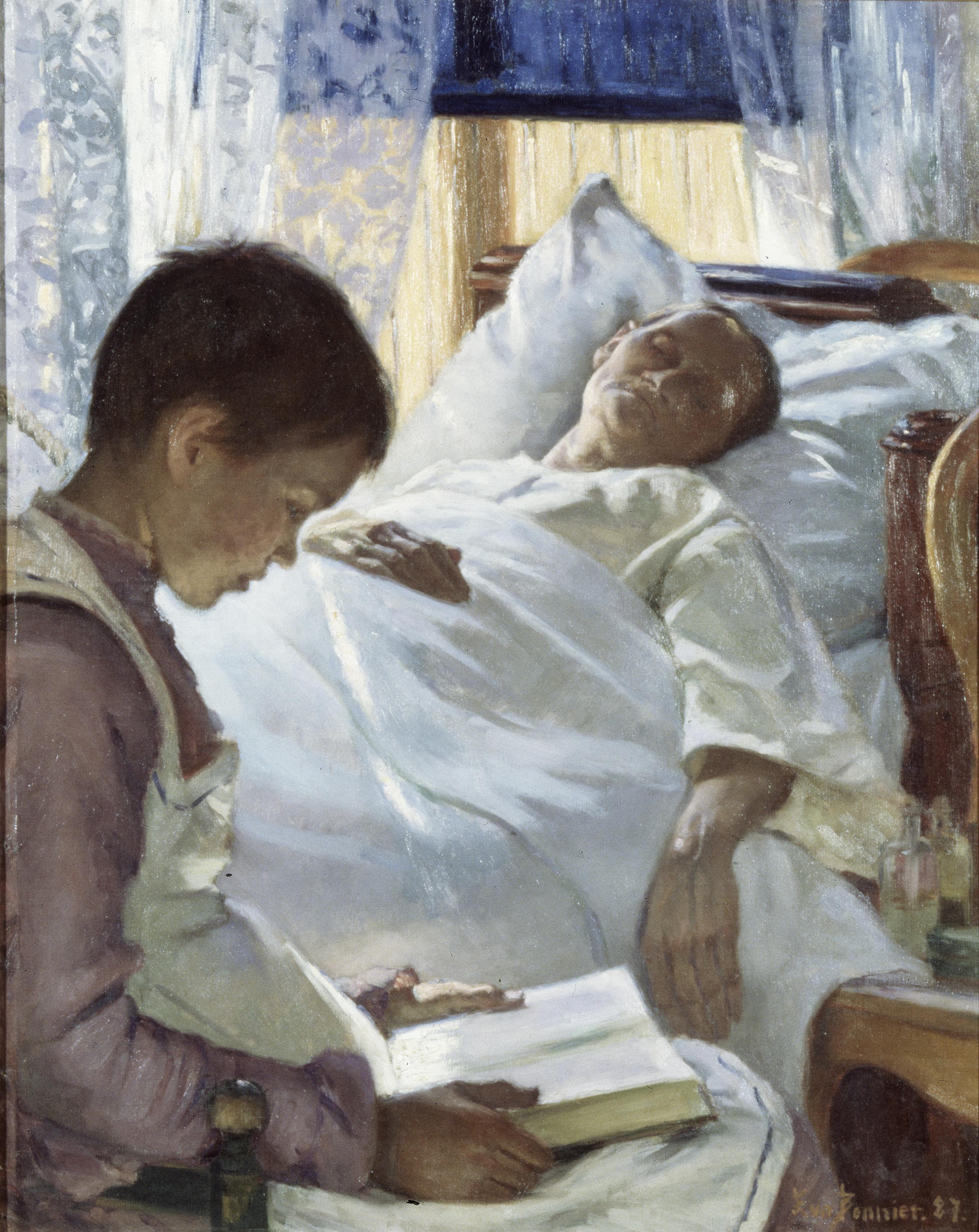
Reflex i blått (1887, Nationalmuseum)
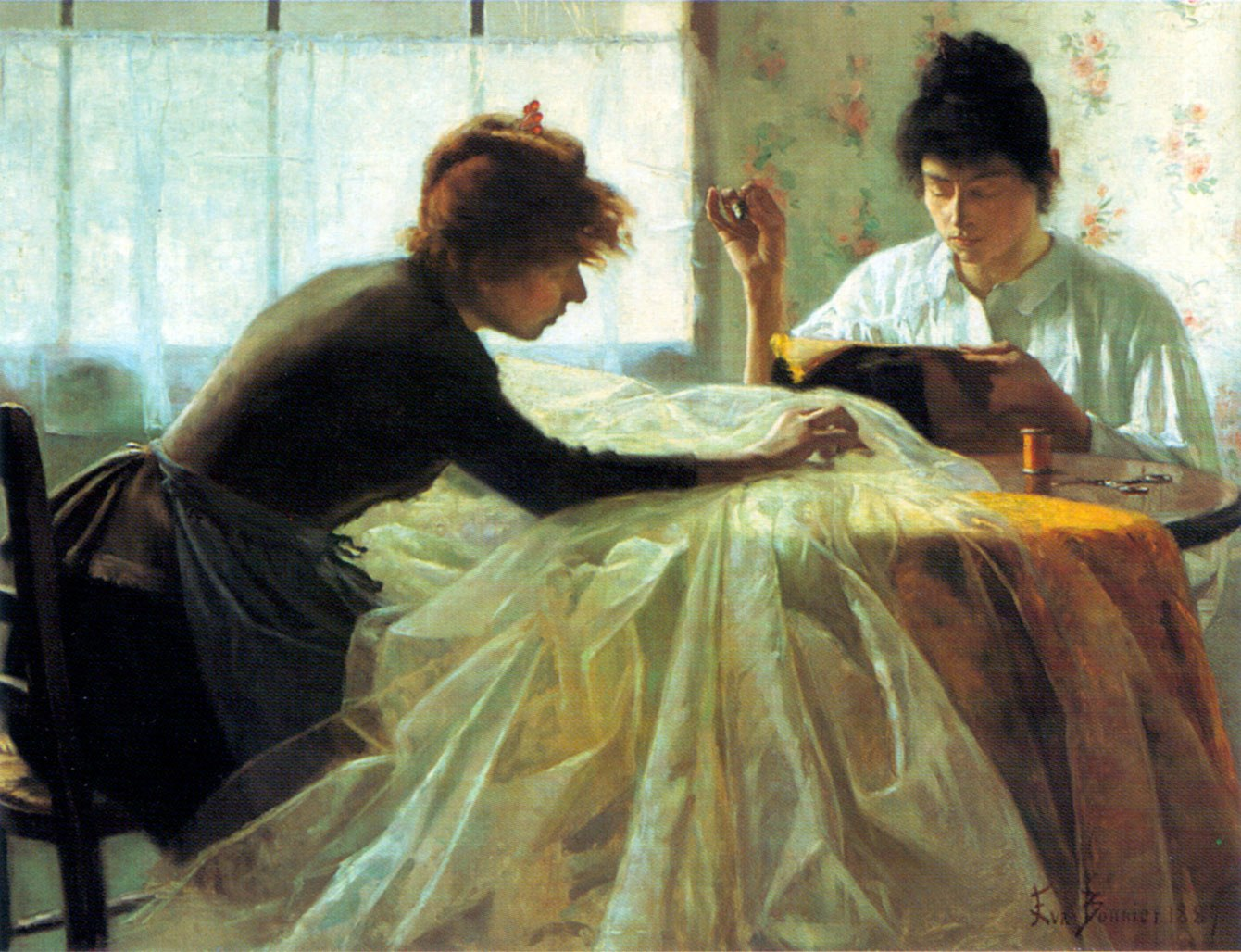
Sömmerskor (1887, Villa Bonnier)
Hushållerskan (1890, Nationalmuseum)
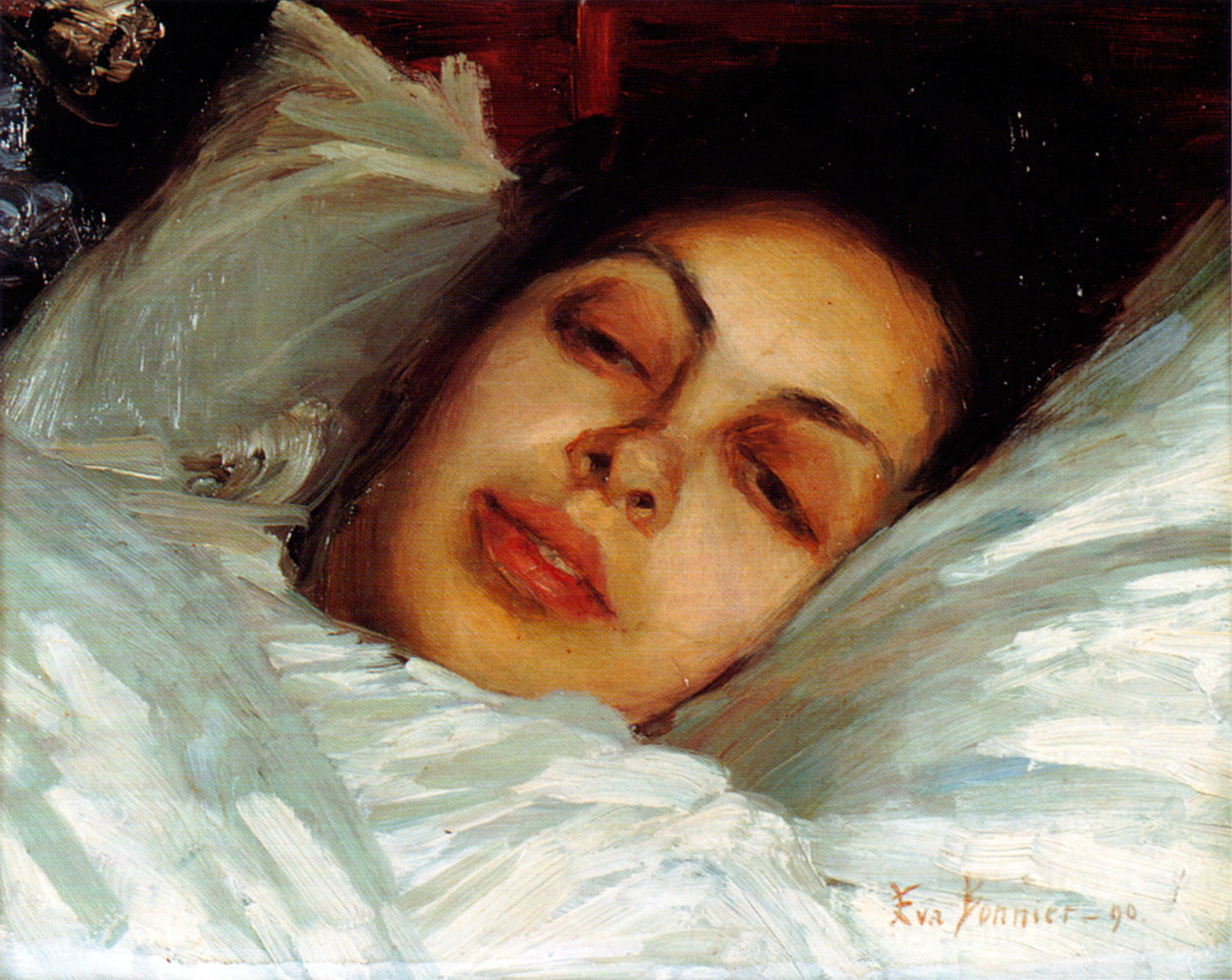
Konvalescent [Lisen Bonnier] (1890, privat ägo)
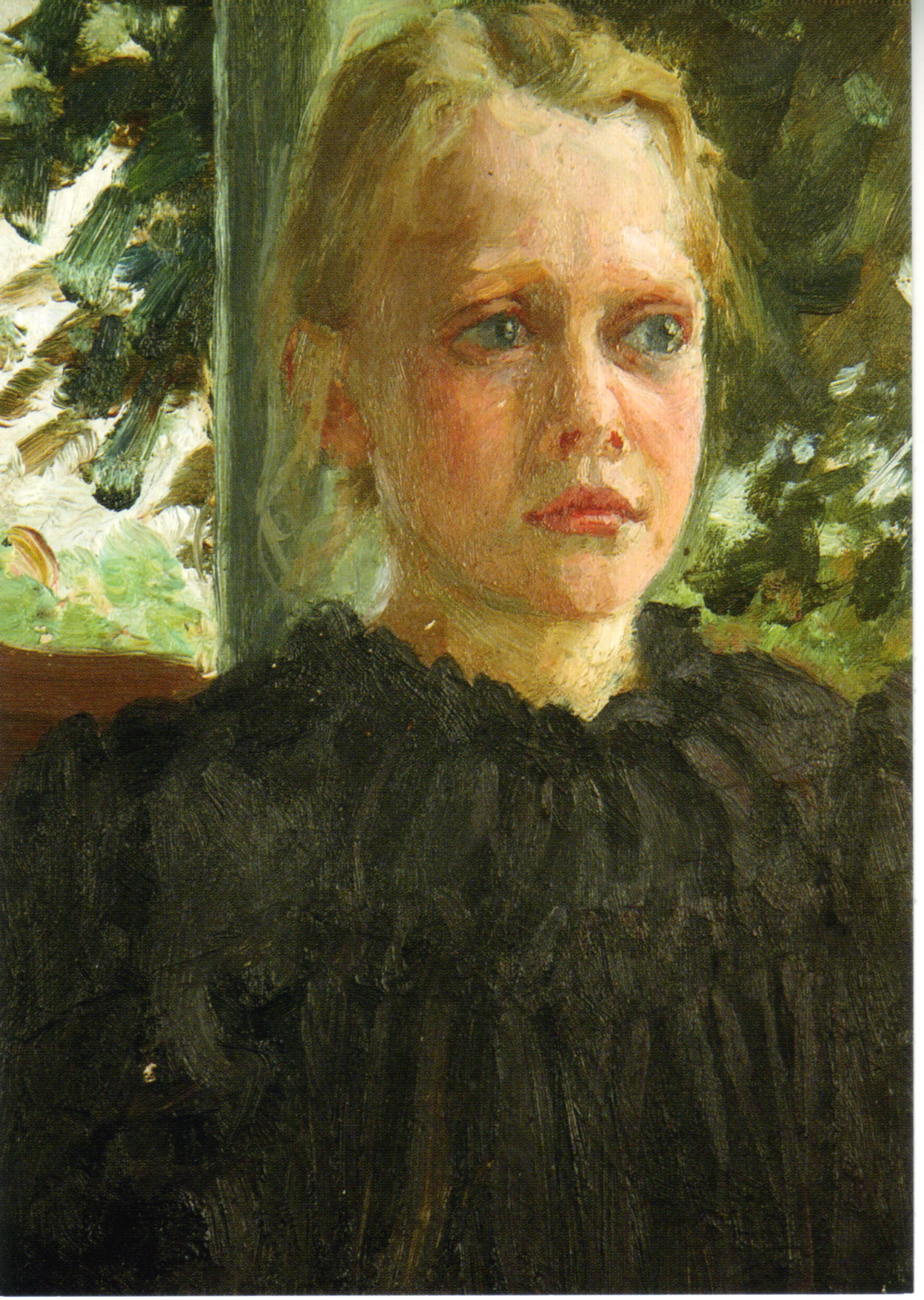
Julia Hasselberg (1906, Blekinge museum)